# Municipio de Beech
El municipio de Beech (en inglés: Beech Township) es un municipio ubicado en el condado de Miller en el estado estadounidense de Arkansas. En el año 2010 tenía una población de 3773 habitantes y una densidad poblacional de 13,95 personas por km².

## Geografía
El municipio de Beech se encuentra ubicado en las coordenadas 33°14′52″N 93°52′36″O / 33.24778, -93.87667. Según la Oficina del Censo de los Estados Unidos, el municipio tiene una superficie total de 270.41 km², de la cual 268.63 km² corresponden a tierra firme y (0.66%) 1.78 km² es agua.

## Demografía
Según el censo de 2010, había 3773 personas residiendo en el municipio de Beech. La densidad de población era de 13,95 hab./km². De los 3773 habitantes, el municipio de Beech estaba compuesto por el 97.19% blancos, el 0.13% eran afroamericanos, el 1.03% eran amerindios, el 0.21% eran asiáticos, el 0.05% eran isleños del Pacífico, el 0.27% eran de otras razas y el 1.11% pertenecían a dos o más razas. Del total de la población el 1.3% eran hispanos o latinos de cualquier raza.